# Abigoba
Abigoba est un groupe de nu jazz français, originaire de Lyon, dans le Rhône-Alpes.

## Biographie
C'est à l'initiative du pianiste et claviériste Jean-Luc Briançon que le groupe est formé, au festival Jazz à Vienne de 2001 qui repéra le projet et qui lui proposera de le présenter sur scène. Dès lors, Abigoba devient une formation jazz urbaine à part entière.
Avec le temps, certains artistes quittent la formation quand d'autres font leur arrivée. Depuis 2013, l'instigateur du projet et sa nouvelle équipe a remanié les couleurs musicales d'Abigoba. Représenté par un quintette d'abord à fin instrumentale, le leader est plus tard accompagné de Franck Boutin-Albrand aux percussions acoustiques et électroniques, de Raphaël Minfray à la trompette, de Yann Van Eijk à la batterie et de Terence Vincent à la basse. Il s'accorde aussi la voix de deux nouvelles invitées, l'une étant celle de Sabine Matomswé Kouli, diva lyonnaise du Gospel et la deuxième étant celle d'Avril McGourty, chanteuse pop irlandaise. C'est au cours de l'année 2014 et à partir de ce nouvel état d'esprit que l'album Scattered Legacy est élaboré. La première intention est d'offrir un contenu presque entièrement enregistré en live afin de se donner un côté plus vivant. L'album montre son évolution en accentuant un côté pop déjà utilisé dans d'autres productions comme avec une reprise du morceau Stairway to Heaven de Led Zeppelin.
La formation part en 2014 pour une série de concerts en France et en dehors. Elle s'est représenté à Paris au New Morning et au Nouveau Casino, en passant par Marrakech au Festival Riad en Jazz, dans sa propre région au Festival à Vaulx Jazz, à l'Auditorium Maurice-Ravel et en dehors au Festival de Carcassonne, au Festival Jazz à Vienne ou encore au Festival Nancy Jazz Pulsations.
À la fin 2015, le groupe annonce son retour en studio et la préparation d'un nouvel album. En 2016, le projet sort un album anniversaire pour les 15 ans d’existences, Quantum Jazz Collapsing, qui revisite ses titres phares. En 2019, Abigoba signe avec le label Cristal Records. En 2020 sort l'album The Jazz Soulmates qui invite entre autres Ryan Kilgore, saxophoniste de Stevie Wonder, le trompettiste Erik truffaz, le chanteur James Copley d'Electro Deluxe, la chanteuse Nina Attal et la saxophoniste Nora Kamm,.

## Discographie
- 2000 : Strange World (production Nuage 7)
- 2001 : Astrophysical Emotions (production Nuage 7)
- 2003 : Fast Moving Minds (RDC Records, distribué par Night and Day)
- 2006 : Urban Jazz Pressure Cooker (Cristal Records)
- 2010 : Fragments of Human Words and Voices (XIII Bis Records, avec la participation de Erik Truffaz et China Moses)
- 2012 : Mixed Up (Production Feverdog Music et Nuage 7, distribution numérique et vinyle) (La Baleine Distribution)
- 2014 : Scattered Legacy (Production Feverdog et Nuage 7, distribution numérique et CD) (DG Distribution)
- 2016 : Quantum Jazz Collapsing (Production Feverdog et Nuage 7, distribution numérique et vinyle) (The Vinyl Factory)
- 2020 : The Jazz Soulmates (Production Feverdog et Nuage 7, Label Cristal Records,distribution numérique et Vinyle) (Cristal Records)
- 2021 : Six Miles Around (Production Feverdog et Nuage7, label Cristal Records, distribution numérique) (Cristal Records)
- 2023 : Agatha Christie "Murder On The Orient Express" Original Game Soundtrack" (Production Nuage7, Label Microids Records, distribution Vinyle et Digital) (Microids Records)